# Koçi Xoxe
Koçi Xoxe (ur. 1 maja 1911 w Negovanie k. Floriny, zm. 11 czerwca 1949 w Tiranie) – albański komunista pochodzenia macedońskiego.

## Życiorys
Pochodził z rodziny albańsko-macedońskiej, mieszkającej w Macedonii Egejskiej, był synem Dhimitra i Vasilii. Uczył się w greckim gimnazjum w Salonikach. Do Albanii przyjechał wraz z rodziną w 1930. Zarabiał na życie pracując jako blacharz.
Należał do organizatorów komunistycznej grupy działającej w Korczy. Za swoją działalność został w 1938 uwięziony, ale w 1939 prawdopodobnie uciekł z więzienia. W 1941 był jednym z założycieli Komunistycznej Partii Albanii. Wkrótce potem znalazł
się we władzach kierowanej przez komunistów Rady Naczelnej Ruchu Narodowowyzwoleńczego Albanii. W listopadzie 1943 wziął udział w nieudanych rozmowach z komendantem ELAS, greckim generałem Stefanosem Sarafisem dotyczących sformowania wspólnego bałkańskiego sztabu partyzanckiego. Po powrocie do Albanii zajął się organizowaniem jednostek partyzanckich w Korczy. W maju 1944 wybrany wiceprzewodniczącym Rady, w tym czasie awansował do stopnia generała porucznika w Armii Wyzwolenia Narodowego.
Po zakończeniu wojny stanął na czele resortu spraw wewnętrznych, organizując także służby specjalne i formacje zwalczające antykomunistyczny ruch oporu. W latach 1946–1948 pełnił funkcję wicepremiera. W 1945 zajął się przygotowywaniem pierwszych w Albanii procesów pokazowych. Był także członkiem Biura Politycznego KPA i deputowanym do parlamentu.
Był osobą ściśle związaną z kierownictwem Związku Komunistów Jugosławii i rywalem politycznym Envera Hodży. Po zerwaniu stosunków dyplomatycznych między Albanią i Jugosławią Xoxe został usunięty z resortu spraw wewnętrznych. Wkrótce po wizycie Envera Hodży w Moskwie, Xoxe został aresztowany (28 listopada 1948) w swoim domu w Tiranie. 11 maja 1949 wraz z grupą współpracowników (Kristo Themelko, Pandi Kristo, Nesti Kerenxhi) stanął przed sądem wojskowym, któremu przewodniczył Frederick Nosi. Akt oskarżenia koncentrował się na zarzucie zdrady państwa, a także czynnego wspierania projektu przejęcia kontroli nad Albanią przez Jugosławię i oddzielenia jej od Związku Sowieckiego. W czasie procesu odbywały się demonstracje w Tiranie, których uczestnicy domagali się kary śmierci dla Xoxe. Sąd 10 czerwca skazał go na karę śmierci. Jego ostatnie słowa przed egzekucją miały brzmieć Jestem niewinny! Niech żyje Partia, Republika, Związek Radziecki i Stalin. Sądził mnie i skazał Bedri Spahiu!. Miejsce pochówku nie jest dotąd znane.
Donald Busky określił Xoxe przywódcą frakcji proletariackiej, walczącej o dominację w partii z grupą intelektualistów Hodży. Enver Hodża w swoich pamiętnikach określał Xoxe mianem agenta jugosłowiańskiego; jego także obciążano odpowiedzialnością za falę terroru w latach 1944–1948. Obserwujący proces Xoxe dziennikarz radziecki i propagandzista Arkadij Pierwiencew tak określał głównego oskarżonego: Koci Xoxe to mały człowieczek łączący w sobie brutalność wilka i tchórzostwo szakala. Z pomocą Tity zatapiał własny kraj, pomagając mu w ekonomicznej inwazji na Albanię. Po śmierci Stalina, w trakcie destalinizacji, Michaił Susłow sugerował Enverowi Hodży rehabilitację Xoxego, do czego jednak nie doszło.
Xoxe był żonaty, miał sześcioro dzieci.
Został uznany przez albański Instytut Badania Zbrodni i Skutków Komunizmu za zbrodniarza wojennego.